# 鲍里斯·佛罗瑞斯克
鲍里斯·佛罗瑞斯克（Boris Floricic，1972年6月8日—1998年10月22日），德国著名黑客，以其的化名黑客名著称，他的化名来源于1982年的同名电影電子世界爭霸戰。他破解过付费电视和电话卡，以及加密电话等。
1998年10月17日，佛罗瑞斯科失踪，同年10月22日，在柏林的一处公园人们发现了他的尸体，他的脖子上缠着一个腰带。官方宣布其死因为自杀。但是不久社会上开始流传起他死于阴谋的种种传言。他的朋友和家人声称他是被人谋杀的。
2005年底2006年初，佛罗瑞斯克再次引起媒体的关注，在于德语维基百科建立了一个他的条目，使用了他的全名，但根据德国关于隐私方面的法律，媒体只有对公众人物才能使用全名，对非公众人物只能使用姓氏的的首位字母加上名字，因此，佛罗瑞斯克的父母起诉维基媒体及其德国分部，2006年1月17日德国法院发布禁令，禁止使用德国域名 www.wikipedia.de 指向维基百科的德语版 （de.wikipedia.org），但德国用户还是可以通过直接访问de.wikipedia.org来访问德语维基。
这件事在网上引起了广泛关注，在博客中已经发起了声援维基百科的行动，主要做法就是尽量在自己的博客里提到波瑞斯·佛罗瑞斯克的全名，以使法院能够认定他是一个“公众人物”，从而使维基百科的行为合法化。而德语维基百科也进行募捐以筹集诉讼经费。但也有人支持佛罗瑞斯克的父母，认为应当保护隐私权。
2006年2月9日，德国法院一审判决维基媒体胜诉，原告律师表示会提出上诉。